# Diclobutrazol
Le diclobutrazol est un fongicide.